# 徐子陵
徐子陵是黃易武俠小说中的虛構人物，《大唐雙龍傳》的男主角之一，個性溫文儒雅、灑脫飄逸。與寇仲同為小說主角，兩人情同手足，同是揚州的小混混，因緣際會偷去武功秘籍《長生訣》而涉足武林。

## 生平概述
生性好靜，因修煉《長生訣》而隱有飄逸之風。內力屬性偏向灼熱。擁有比寇仲更敏銳、厲害的身體周圍感應之術（第六感），以及隔牆（隔室）竊聽之術。
故事開端，先與寇仲陵一同視高麗弈劍大師傅采林首徒傅君婥為兩人義母、再一起與素素結拜為異性三姊弟，又「意外」一起成為「袖裡乾坤」杜伏威義子；後又與寇仲陵分別與跋鋒寒、侯希白、突利、伏騫、劉黑闥、雷九指、殷顯鶴、菩薩、別勒古納台、不古納台等人結為至交好友。其中又與跋鋒寒、「多情公子」侯希白、雷九指有過命之交情。
對於爭奪天下之事並無興趣，仍因與寇仲的深厚情誼，而多次助其拿下重要戰役。後於塞外蒙翟嬌贈一名馬，命名萬里斑（後死於洛陽突圍戰一役）。
與寇仲於飛馬牧場擔任糕餅師傅期間，一起結識魯妙子，成為忘年之交，從其廣博知識的學習過程當中獲益甚多。
曾於巴蜀、長安期間，曾使用魯妙子自製的多副面具，先後易容裝扮成「霸刀」岳山、刀疤客:弓辰春、山東行腳商:雍秦、「太行雙傑」匡文通等人。
受師妃暄再次出山勸說而勸退好友寇仲放棄爭天下，與寇仲助李世民統一天下之後，和石青璇成婚并隱居於巴蜀，並與眾人定下十年重聚之約。後石青璇為其誕下一女，并與方陵仲成婚。

## 感情關係
在個人感情世界，分別先後曾與石青璇、師妃暄、婠婠、商秀珣、沈落雁、單琬晶等一干姝女皆有一段過往。但個人始終僅只有對慈航靜齋師妃暄與「邪王」石之軒之女石青璇二女先後有所動心與追求，並曾於塞外龍泉與師妃暄有過一段精神式的戀愛，後全心追求石青璇。
與石青璇成婚并隱居於巴蜀，並與眾人定下十年重聚之約。後石青璇為其誕下一女，并與方陵仲成婚。

## 武功
個人武學除長生訣之外，傅君婥曾詳細解釋練習九玄大法的訣要和弈劍術。修練長生訣時自然而然地就把九玄大法和長生訣的功法結合起來，將本來純是修身養命的秘法與武功合而為一。
平日較不習慣使用兵器，習以空手雙拳掌應敵，其中以於巴蜀以「霸刀」岳山身分對戰「天君」席應前，受真言大師傳授佛門絕學「九字真言手印」（分別為「不动根本印」、「大金刚轮印」、「外狮子印」、「内狮子印」、「外缚印」、「内缚印」、「智拳印」、「日轮印」和「宝瓶印」），為後期最重要武學，至此佛道雙修，並成為繼真言大師後新一任的佛家山門護法。

## 影視形象

### 劇集
- 吳卓羲：香港無綫電視《大唐雙龍傳》（2004年）
- 方力申：中國大陸《大唐雙龍傳之長生訣》（2011年）

## 社會影響
徐子陵是黃易小說在華人社會一般大眾中，較具知名度的角色之一